# Корниловская (Московская область)
Корни́ловская — деревня в муниципальном округе Егорьевск Московской области России.

## География
Деревня Корниловская расположена в северо-западной части муниципального округа Егорьевск, примерно в 500 метрах к северо-западу от города Егорьевск. Высота над уровнем моря 135 метров.

## Название
В письменных источниках деревня упоминается как починок Корнилов (1554 год), позднее деревня Бахмутова (1577 год), Бахнутово, а Корниловская тож (1627, 1764 годы). Позже название Корниловская стало единственным.
Название Бахмутово, вероятно, связано с фамилией владельца деревни. Современное наименование происходит от имени жителя починка Корнилки Мартынова, упоминаемого в 1554 года.

## История
До отмены крепостного права жители деревни относились к разряду государственных крестьян.
После 1861 года деревня вошла в состав Нечаевской волости Егорьевского уезда. Приход находился в городе Егорьевске.
В 1926 году деревня входила в Нечаевский сельсовет Егорьевской волости Егорьевского уезда.
До 1994 года Корниловская входила в состав Ефремовского сельсовета Егорьевского района, а в 1994—2006 годы — Ефремовского сельского округа.
До 2015 года входила в состав городского поселения Егорьевск.
В 2015 году вошла в состав городского округа Егорьевск, образованного в том же году путем упразднения Егорьевского района и объединения всех его поселений в единый городской округ.

## Демография
В 1885 году в деревне проживало 266 человек, в 1905 году — 268 человек (127 мужчин, 141 женщина), в 1926 году — 271 человек (123 мужчины, 148 женщин). По переписи 2002 года — 138 человек (62 мужчины, 76 женщин). Население — 145 человек (2010).
| 1859 | 1868 | 1885 | 1905 | 1926 | 2002 | 2006 |
| ---- | ---- | ---- | ---- | ---- | ---- | ---- |
| 182  | ↗210 | ↗266 | ↗268 | ↗271 | ↘138 | ↘128 |
| 2010 |      |      |      |      |      |      |
| ↗145 |      |      |      |      |      |      |